# Eresia lansdorfi
Eresia lansdorfi är en fjärilsart som beskrevs av Jean Baptiste Godart 1819. Eresia lansdorfi ingår i släktet Eresia och familjen praktfjärilar. Inga underarter finns listade i Catalogue of Life.